# Jürg Conzett
Jürg Conzett, né en 1956 est un ingénieur en génie civil suisse. Il représente la Suisse à la 12e exposition internationale d'architecture de Venise, en 2010,.

## Biographie
Après avoir terminé ses études à l'École polytechnique fédérale de Lausanne, il travaille entre 1981 et 1987 avec Peter Zumthor avant d'ouvrir sa propre entreprise à Haldenstein.

## Principales réalisations
Conzett a réalisé plusieurs ponts dans le Canton des Grisons. 